# Fuga da Deponia
Fuga da Deponia (Deponia) è un videogioco in stile avventura punta e clicca, sviluppato e pubblicato da Daedalic Entertainment. La versione originale, in tedesco, è stata distribuita il 27 gennaio 2012, con il titolo Deponia che è un gioco di parole sulla parola tedesca "deponie", che significa "discarica". Una versione in inglese del gioco è stata successivamente pubblicata il 7 agosto 2012. La storia del gioco vede i giocatori assumere il ruolo di Rufus, un abitante del pianeta spazzatura Deponia, mentre tenta di cercare una nuova vita nella città galleggiante conosciuta come Elysium. Tuttavia, viene presto coinvolto nel compito di aiutare un'elisiana a tornare a casa e scoprire una storia che minaccia il suo pianeta.
Il gioco è il primo capitolo della serie Deponia. Il sequel Caos a Deponia è stato pubblicato il 12 ottobre 2012; il terzo seguito Addio Deponia è uscito il 15 ottobre 2013 e il quarto Deponia - Il giorno del giudizio il 1º marzo 2016. A luglio 2015 Daedalic Entertainment ha annunciato che la serie sarebbe divenuta disponibile per iPad, con il primo capitolo pubblicato a metà agosto.
Dopo ben 7 anni dall'ultimo capitolo, il 10 giugno 2023, Deadalic annuncia un nuovo capitolo della saga Deponia, Surviving Deponia. Questo gioco sarà parecchio diverso dai precedenti presentando un genere inedito per la serie punta e clicca. Si tratterà infatti di un gioco story-driven survivor e per la prima volta non seguirà le vicende di Rufus.

## Trama

Una scena con Rufus (sulla sinistra) e Gal (sulla destra)

La storia del gioco si svolge sul pianeta Deponia, un mondo in origine abitato da una grande popolazione umana, fino a quando la maggior parte ascese andando a vivere in una città galleggiante chiamata Elysium. Nel corso del tempo, gli elisiani dimenticarono le loro origini e il passato del pianeta, supponendo che non sia altro che un mondo inabitabile. Per gli umani rimasti indietro, il loro pianeta natale divenne una discarica per coloro che salirono, lasciando gli insediamenti nella spazzatura, che viene regolarmente scaricata sulla superficie delle masse continentali, con le comunità che riescono a prosperare come possono, e l'acqua pulita considerata il bene più prezioso per loro.
Seguendo le orme del padre, Rufus, un giovane che vive nella città di Kuvaq, costruisce un missile improvvisato, nel suo ultimo tentativo di viaggiare fino a Elysium. Dopo un incidente che ha causato la rottura del razzo a metà volo, Rufus atterra su un incrociatore, gestito dall'Organon (un'organizzazione militante che terrorizza gli abitanti di Deponia e scarica regolarmente rifiuti sulla sua superficie con i loro velivoli). Mentre si trova a bordo, vede l'Organon, guidata da Balivo Argus, che insegue una giovane donna di Elysium di nome Gal (Goal in originale), colpevole di aver scoperto che c'è ancora vita su Deponia. Argus rivela a Gal che intende farla tacere riguardo l'intera faccenda impedendole di informare gli altri di ciò che ha visto. Questo spinge Rufus a salvarla, ma riesce solo a far cadere la donna dall'incrociatore e poco dopo anche lui stesso viene buttato fuori a calci. Dopo aver perso i sensi, l'eroe recupera coscienza e scopre di essere atterrato a Kuvaq, dove i residenti cercano di prendersi cura della donna.
Desideroso di salvare l'amica, incomincia a escogitare un piano, che comincia mediante la creazione di un particolare caffè, creato con ingredienti bizzarri che raccoglie in giro per le vie della città. In seguito si scopre però che Gal non è in grado di parlare correttamente per via di un danno critico, subito durante la caduta, al suo impianto cerebrale, il quale funziona tramite delle particolari cartucce che memorizzano i ricordi della ragazza. Per sua fortuna, riesce a sistemare il problema, venendo ricompensato profumatamente dal fidanzato di Gal, Cletus. Sabotando l'ufficio postale della città per usare la radio, Rufus contatta Cletus e, dopo averlo convinto a portarlo in Elysium in cambio del ritorno di Gal, accetta di portarla al Lower Ascension Station, oltre i confini della città. Poco dopo aver preso gli accordi, Argus arriva a Kuvaq per rintracciare Gal, costringendo Rufus a fuggire con lei prima che possano rapirla.
Dopo ore e ore di camminata, Rufus e Gal raggiungono la vecchia miniera, ma il crollo di un ponte complica la situazione. Rufus, proseguendo da solo, fa amicizia con Doc, un anziano arzillo tutto-fare che stava rovistando nella spazzatura; quest'ultimo gli proporrà di portare la ragazza alla sua officina al Mercato nero galleggiante. Dopo variate manovre, Rufus riesce a portare Gal (ancora svenuta) in un carro minerario, che utilizzeranno per arrivare più velocemente al Lower Ascension Station.
Dopo aver viaggiato per un po', Rufus raggiungerà la sua destinazione molto rapidamente e decolla verso la Lower Ascension Station con Gal. Lasciandola a riposare, Rufus cerca un modo per raggiungere la stazione. Dopo averla riprogrammata per arrivarvi, scopre presto che l'Organon di Argus è già arrivato alla stazione, insieme a Cletus. Rufus origlia la conversazione tra questi ultimi due, i quali complottano per preparare la distruzione di Deponia, con il vero leader di Organon, Ulysses; non bastasse, viene fuori che intendono catturare Gal solo per il suo chip immagazzinato all'interno dell'impianto del suo cervello malfunzionante; una volta acquisito, Cletus intende cancellarle la memoria, in modo che questa non abbia alcun ricordo riguardante la vicenda.
Rufus cerca di impedire tutto ciò e scopre che Gal è sparita, ma segue una scia che lo porta verso la nave da traino (che Rufus scambierà per una nave pirata mascherata). All'interno, Rufus ritrova Doc e Gal, quest'ultima distesa su un divano, ma anche il Capitano Bozo, il proprietario della nave, nonché il classico gigante gentile. Ritornata alla stazione, la coppia incontra Cletus, che inganna Gal, causando la sfiducia di Rufus e costringendolo a cambiare idea. Mentre però stanno per dirigersi verso Elysum, Rufus, pieno di senso di colpa, confessa la verità a Gal sul cambio di cartucce, e ritorna sul pianeta. Dopo aver recuperato la cartuccia, però, Rufus incontra di nuovo Cletus e Argus, che lo costringono a consegnare la cartuccia di memoria. Mentre Cletus risale a Elysium con Gal, Argus si prepara a trattare con Rufus, ma questi rifiuta la cartuccia di riserva che ha ancora e riesce a scappare usando il sistema di comunicazione volante di Ulyssess. Alla fine, Rufus decide di viaggiare con il Capitano Bozo, ma rimane tranquillo su ciò che sa del futuro di Deponia.

## Modalità di gioco
Come la maggior parte delle forme di giochi d'avventura punta e clicca, i giocatori assumono il ruolo di un personaggio, che deve risolvere una varietà di enigmi. La grafica è in stile cartone animato e il tono umoristico. Gli oggetti nel gioco possono essere manipolati o raccolti per essere usati per superare gli ostacoli o combinati con altri oggetti. A volte, il giocatore incontra persone nel gioco con cui si può parlare per indizi e curiosità. L'interfaccia principale è con il mouse: con il clic sinistro si usa un oggetto o si parla con una persona, mentre con il tasto destro si esamina il soggetto. Tenendo premuto il pulsante centrale del mouse si attiva un sistema di suggerimento che mostra quali sono gli elementi con cui si può interagire.
Le particolarità del gioco sono enigmi speciali che il giocatore può saltare se non riesce a risolverli, un tutorial all'inizio, e un'opzione umoristica disponibile dopo il completamento del gioco, che quando attivata trasforma in "Droggeljug" tutte le descrizioni, i nomi di oggetti e persone e i dialoghi parlati.

## Doppiaggio
| Personaggio   | Voce italiana          |
| ------------- | ---------------------- |
| Rufus         | Alessandro Lussiana    |
| Gal           | Alice Bongiorni        |
| Toni          | Alice Bongiorni        |
| Cletus        | Gabriele Marchingiglio |
| Centralinista | Gabriele Marchingiglio |
| Wenzel        | Dario Follis           |
| Argus         | Davide Dell'Orto       |
| Lobo          | Davide Dell'Orto       |
| Lonzo         | Davide Dell'Orto       |
| Cantastorie   | Davide Dell'Orto       |
| Hannek        | Riccardo Rovatti       |
| Sindaco Lotek | Riccardo Rovatti       |
| Ulysses       | Riccardo Rovatti       |
| Lotti         | Aldo Stella            |
| Doc           | Aldo Stella            |
| Gonzo         | Gianni Quillico        |
| Gizmo         | Gianni Quillico        |
| Postamat      | Gianni Quillico        |
| Barista       | Renzo Ferrini          |
| Bozo          | Renzo Ferrini          |

## Accoglienza
| Testata                           | Giudizio |
| --------------------------------- | -------- |
| GameRankings (media al 17-2-2019) | 72.79%   |
| Metacritic (media al 17-2-2019)   | 74%      |
| Adventure Gamers                  | 3.5/5    |
| Destructoid                       | 7/10     |
| GameSpot                          | 8/10     |
| RPGFan                            | 80%      |
| The Escapist                      | 4/5      |
| Adventure Classic Gaming          | 4/5      |

Fuga da Deponia e il seguito Caos a Deponia hanno totalizzato 200.000 vendite globali entro aprile 2013. Il primo gioco da solo è diventato il titolo più venduto di Daedalic, con 500.000 copie in tutto il mondo, entro settembre dell'anno successivo. La serie Deponia ha totalizzato 2,2 milioni di copie nel 2016, la maggior parte delle quali derivate da vendite a prezzo molto scontato, secondo Carsten Fichtelmann di Daedalic. Ha osservato che "le vendite a prezzo pieno erano una piccola parte di quel numero [2,2 milioni]".
Fuga da Deponia ha ricevuto generalmente recensioni positive da parte della critica. L'aggregatore di recensioni Metacritic dà al gioco 74% (basato su 33 recensioni) e lo descrive come "una commedia degli errori frenetica e una delle più insolite storie d'amore nella storia dei giochi" ambientata in "un mondo di gioco unico nello stile di Douglas Adams, Terry Pratchett e Matt Groening.
Alcuni critici come Strategy Informer hanno stroncato il gioco, dicendo "La trama si muove molto lentamente, e sembra essere ostacolata da enigmi che non riescono a completarla". Destructoid concorda con questo punto, dicendo "Il gioco prolunga il dialogo con una battutaccia dopo l'altra, a volte".
Tuttavia, la maggior parte dei critici ha apprezzato il gioco in generale, con punti chiave di elogio come "Una storia brillantemente assurda, uno stile comico appropriato e grandi oratori". "Deponia è uno dei titoli punta e clicca più divertenti che abbiamo visto negli ultimi due anni".
Kotaku ha dato al gioco una recensione positiva, dicendo "Il primo di una trilogia pianificata di giochi che mi piace pensare come la saga di Rufus, Deponia è arguto, carino e molto bizzarro".